# Attilio Brugnoli
Attilio Brugnoli (Roma, 7 ottobre 1880 – Bolzano, 10 luglio 1937) è stato un pianista, compositore, musicologo, didatta e teorico della tecnica pianistica italiano.

## Biografia
Compì gli studi musicali al Conservatorio San Pietro a Majella di Napoli, dove fu allievo di Florestano Rossomandi (pianoforte) e Paolo Serrao (composizione). Diplomatosi nel 1901, si dedicò al concertismo, ottenendo significativi successi in Italia, in Germania – dove conobbe Ferruccio Busoni – e in altri paesi europei. "Nel 1905 partecipò a Parigi al concorso internazionale A. Rubinstein per pianisti compositori, vincendo il primo premio per la composizione, sebbene fra i concorrenti figurasse anche un compositore che, più tardi, si sarebbe rivelato come uno dei grandi musicisti del '900: l'ungherese Béla Bartók". 
Insegnò pianoforte al Conservatorio Arrigo Boito di Parma dal 1907 al 1920, al Conservatorio Luigi Cherubini di Firenze dal 1920 al 1923 e, dal 1923, al Conservatorio Santa Cecilia di Roma, dove successe ad Alfredo Casella.

## Il musicologo
Nel 1928 e nel 1930 Brugnoli tenne all'Università per stranieri di Firenze tre lezioni - “La fuga”, “La sonata” e “La musica romantica” – con l'intento di dimostrare l'influenza determinante “di alcune forme musicali tipicamente  italiane, come il melodramma, sulla formazione e rivoluzione della musica strumentale” e mettendo in luce “aspetti essenziali di grandi figure come Frescobaldi, Scarlatti, Clementi, Martucci e Busoni".  Queste lezioni furono poi riunite nel volume pubblicato a Torino nel 1932 col titolo La musica pianistica italiana dalle origini al 1900.  
Notevole fu anche la sua opera di trascrittore ed editore, per la Ricordi di Milano, di testi musicali, tra cui  le opere di Frescobaldi, di Fryderyk Chopin, gli Studi di Liszt e un Concerto in do maggiore per pianoforte e orchestra di Paisiello.

## Gli studi sulla tecnica pianistica
Nei primi anni venti Brugnoli pubblicò sulla rivista “Il pianoforte” alcuni articoli sulla tecnica pianistica, che, ampliati, confluirono nell'opera Dinamica pianistica. Trattato sull'insegnamento razionale del pianoforte e sulla motilità muscolare ne' suoi aspetti psicofisiologici, pubblicata a Milano nel 1926 e ristampata più volte fino a tempi recenti.
L'importanza del trattato del Brugnoli sta nel tentativo di coniugare la funzione fondamentale del peso (fattore essenziale per la produzione del suono) e della rilassatezza (i principi della nuova tecnica pianistica “naturale” o tecnica del peso illustrati da Steinhausen, Breithaupt, Bandmann e altri teorici e didatti agli inizi del Novecento) con l'azione muscolare delle dita. Brugnoli intuisce che tale azione non può essere identificata con l'articolazione delle dita isolate al modo della tecnica digitale ottocentesca (ovviamente incompatibile con i principi del peso e della rilassatezza), bensì con la naturale prensilità della mano: lo scatto delle dita sui tasti si fonda sul “gesto prensile” , che diventa in tal modo il punto terminale della catena spalla-braccio-mano. Egli suggerisce pertanto, oltre agli esercizi di caduta inerziale (proposti all'inizio senza la tastiera), anche originali esercizi di prensilità, per i quali ideò anche alcuni apparecchi come il "ditale prénsile Brugnoli".
In implicita contraddizione con questa ed altre idee innovative sono presenti nel Brugnoli anche alcune convinzioni tradizionali come quella dell'immobilità della mano e della meccanicità dell'esercizio, da costruire come "cura fisica", "facendo astrazione da qualsiasi legame estetico inerente a disegni musicali". In realtà l'impostazione generale del trattato del didatta romano, con le iniziali dettagliate descrizioni anatomiche e la fiducia riposta nell'utilità di apparecchi ausiliari, risente di un ideale di scientificità di matrice tardo positivistica. 
Singolari appaiono infine le aspre critiche rivolte da Brugnoli ai teorici della tecnica fisiologica o tecnica del peso (soprattutto a Breithaupt e a Mugellini, che da Breithaupt dipende), i cui principi sono peraltro sostanzialmente assunti, come si è visto, nel suo trattato, ed a Matthay, di cui pure mostra di condividere le osservazioni sulla decisiva funzione della rotazione dell'avambraccio nella tecnica pianistica.

### Opere di Attilio Brugnoli

#### Composizioni
- Concerto per pianoforte ed orchestra, opera seconda, 1905, pubbl. nel 1934 a Milano.
- Tempo di concerto, Sonata per violino e pianoforte, opera quinta, 1905.
- Scene napolitane per pianoforte, opera settima, 1909, pubbl. a Milano s.d.
- Liriche per canto e pianoforte, Milano s.d.

#### Scritti
- Il tocco è qualità innata nel pianista?, in “Il pianoforte”, I 1920, n. 1, pp. 2–5.
- Problemi di pedagogia pianistica, in ibid., n. 4, pp. 6–8.
- La cerebralità e il paradossale nell'arte di F. Busoni, in ibid., II 1921, n. 6, pp. 172–175.
- Dinamica pianistica. Trattato sull'insegnamento razionale del pianoforte e sulla motilità muscolare ne' suoi aspetti psico-fisiologici, Milano 1926 [revisione e aggiornamento di A. Lazzari, prefazione di E. Calace, Milano 1961]. Nuova edizione: A cura di G. Buzzanca 2011, introduzione di Aldo Ciccolini.

### Letteratura secondaria
- Dizionario biografico degli italiani, voce "Brugnoli, Attilio" di S. Simonetti.
- A. Longo, Medaglioni: Attilio Brugnoli, in "L'Arte pianistica nella vita e nella coltura musicale", V (1918), n. 3, p. 3.
- A. Damerini, Attilio Brugnoli, in "Musica d'oggi", XIX (1937), n. 8-9, pp. 283–286.
- Luca Chiantore, Historia de la técnica pianística. Un estudio sobre los grandes compositores y el arte de la interpretación en busca de la Ur-Technik, Madrid, 2001, Alianza Editorial.
- Paolo Spagnolo - Giovanni Stelli, Pianosophia. Tecnica e arte, Napoli, 2008, Guida.